# موجة رياح

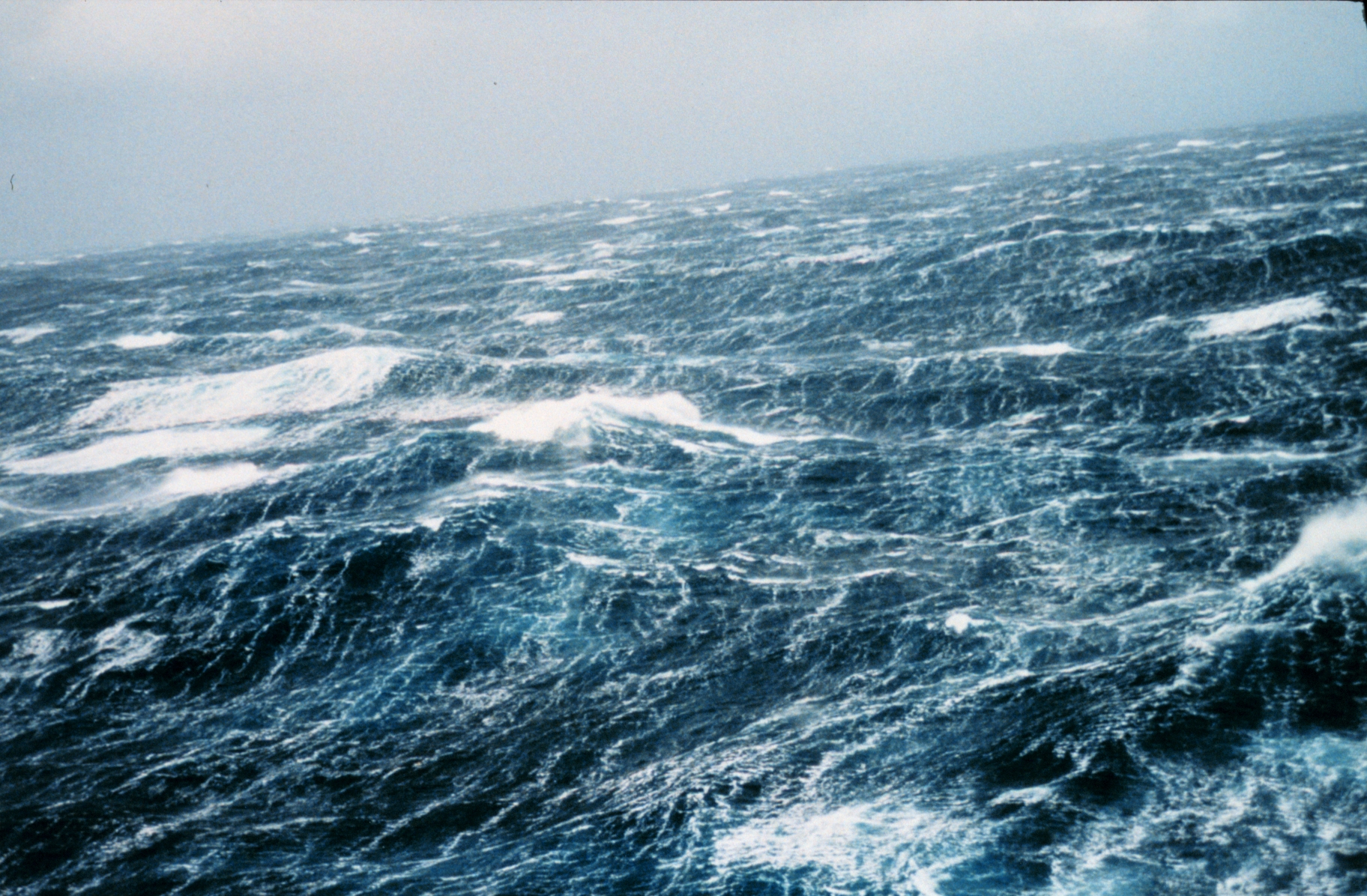
موجات عاصفة شمال المحيط الهادي كما ترى من نوا نجمة نوبل, شتاء 1989.

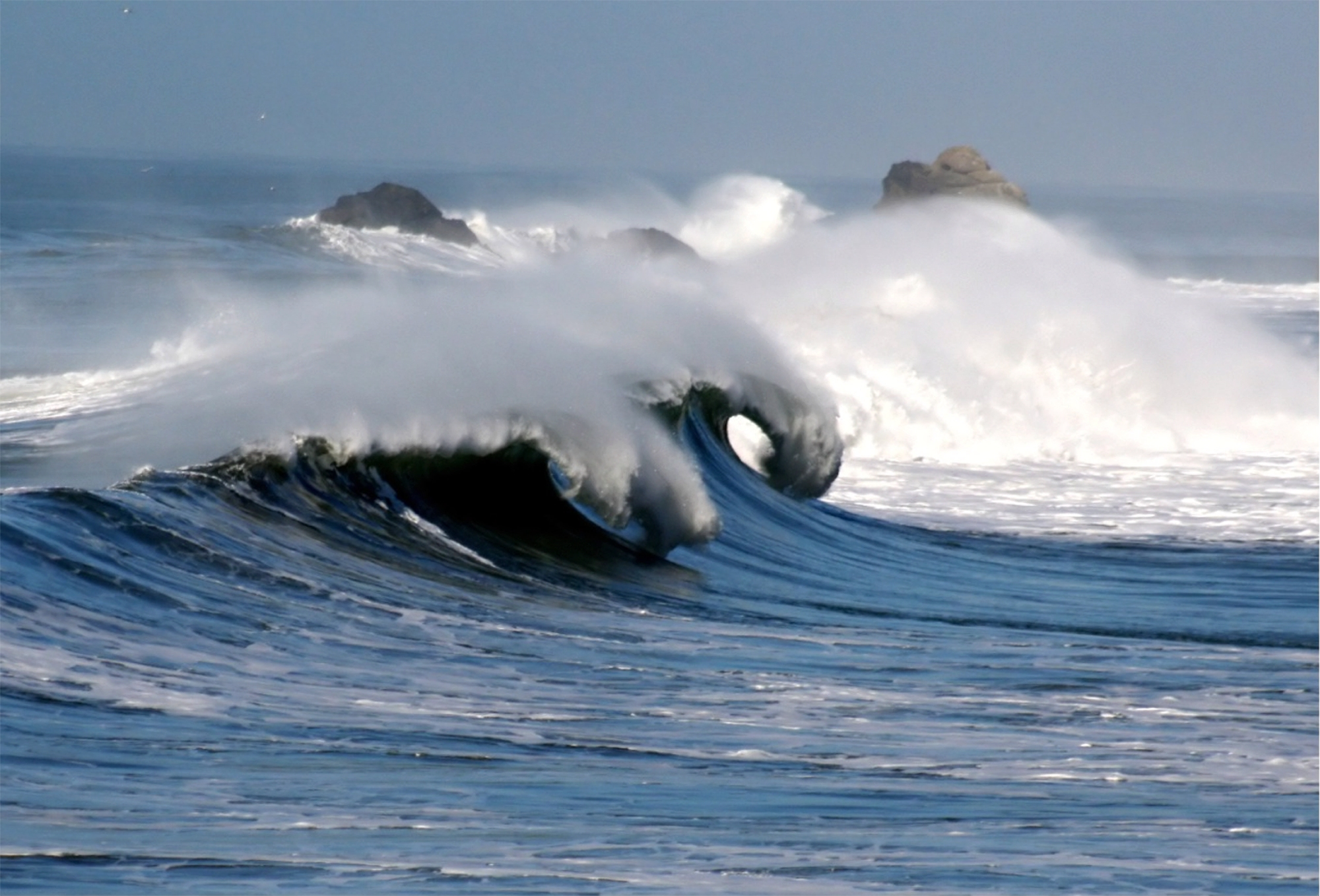
موجات المحيط

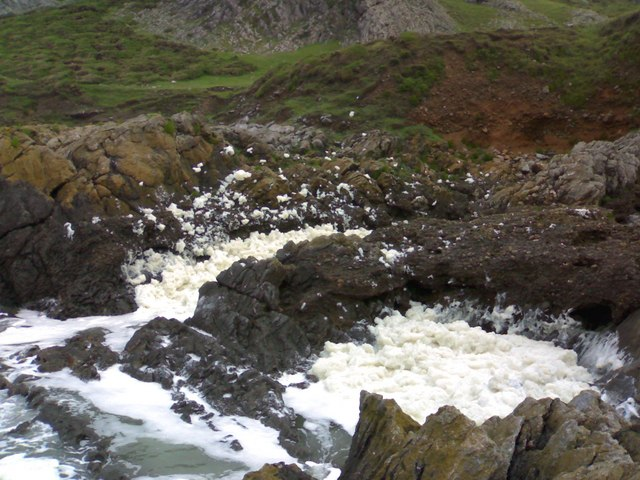
رغاوي عند تحطم الموج على الساحل

في ديناميكا الموائع، موجات الرياح أو بمعنى أدق، الموجات المتولدة بالرياح هي موجات سطحية تحدث في السطح الحر للمحيطات، البحار، البحيرات، الأنهار، والقنوات أو حتى على البرك الصغيرة. غالبا ما تنجم عن الرياح التي تهب فوق امتداد واسع من سطح الموائع.
عندما تتولد مباشرة وتتأثر بالرياح المحلية، يطلق على نظام الموجة بحر رياح. وبعد توقف هبوب الرياح، تسمى موجات الرياح موجة طويلة. تدعى موجات الرياح في المحيطات موجات سطح المحيط.
موجات تسونامي هي نوع معين من الموجات لا تتسبب بها الرياح ولكن التأثيرات الجيولوجية. في المياه العميقة، لا يمكن رؤية موجات تسونامي لصغر ارتفاعاتها ولأن طولها الموجي طويل جدا.

## علم الموجات

حركة جسيم في موجة رياح.
A = في المياه العميقة. تتناقص الحركة المدارية لجسيمات المائع بشكل سريع مع تزايد العمقتحت السطح.
B = في المياه الضحلة (انظر السطح الآن عند B). تتسطح الحركة الإهليجية للمائع بانخفاض العمق.
1 = اتجاه الانتشار.
2 = قمة الموجة.
3 = قاع الموجة.

موجات الرياح هي موجات ميكانيكية تننتشر على طول الواجهة بين الماء والهواء; عندما تتولد قوة الاستعادة بفضل الثقالة، ولهذا يشار إليها بموجات ثقالة السطح. عند هبوب الرياح، تقوم قوى الضغط والاحتكاك بإخلال اتزان السطح المائي.. تنقل القوى الطاقة من الهواء إلى الماء، مشكّلة الموجات. في حالة الموجات المستوية الخطية الأحادية في المياه العميقة، تتحرك الجسيمات القريبة من السطح في مسارات دائرية، جاعلة موجات الرياح تشكيلة من حركات موجية طولية (للأمام والخلف) وومستعرضة (فوق وتحت). وعندما تنتشر الموجات في المياه الضحلة, (حيثما يكون العمق أقل من نصف الطول الموجي) تتضاغط المسارات المنحنية للجسيمات إلى قطاعات ناقصة.
عندما يزداد ارتفاع الموجة، تتوقف مسارات الجسيم (المائع) عن تشكيل المدارات المغلقة; وبدلا عن ذلك، بعد عبور كل قمة، تنزاح الجسيمات بشكل طفيف عن وضعياتها السابقة، الظاهرة المعروفة بانجراف ستوك.
مع تزايد العمق تحت السطح، يتناقص نصف قطر الحركة. عند عمق يساوي نصف الطول الموجي λ, تكون الحركة المدارية قد تباطأت إلى أقل من 5% من قيمتها على السطح. يمكن تقريب حساب سرعة الطور للموجة السطحية (وتدعى أيضا الخفة) بالعلاقة
{\displaystyle c={\sqrt {{\frac {g\lambda }{2\pi }}\tanh \left({\frac {2\pi d}{\lambda }}\right)}}}
حيث
c = سرعة الطور;
λ = طول الموجة;
d = عمق الماء;
g = التسارع نتيجة الثقالة على سطح الأرض.
في المياه العميقة، حيث تكون {\displaystyle d\geq {\frac {1}{2}}\lambda }, وعليه تقترب {\displaystyle {\frac {2\pi d}{\lambda }}\geq \pi } والظل الزائدي من {\displaystyle 1}, تكون السرعة {\displaystyle c}, مقدرة بمتر لكل ثانية، مقتربة من {\displaystyle 1.25{\sqrt {\lambda }}}, عندما تقاس {\displaystyle \lambda } بالأمتار (أي {\displaystyle 12.5{\sqrt {\lambda }}} في حالة وحدات السنتيمتر).
يخبرنا هذا التعبير بأن الموجات المختلفة في الأطوال الموجية تنتقل بسرعات مختلفة.
يمكن استشعار حركة موجات الرياح بواسطة أجهزة طاقة الموجة. تعتمد كثافة الطاقة (لوحدة المساحات) للموجات الجيبية الانتظامية على كثافة المياه {\displaystyle \rho \,}, التسارع الأرضي {\displaystyle g\,} وارتفاع الموجة {\displaystyle H\,} (هو ضعف مطال الموجة, {\displaystyle A\,}):
{\displaystyle E={\frac {1}{8}}\rho g{H}^{2}={\frac {1}{2}}\rho gA^{2}.}
تسمى سرعة انتشار الموجة لهذه الطاقة سرعة المجموعة.
يعطى الحد الأقصى لاستقرارية الموجة بنسبة ارتفاع الموجة إلى طولها الموجي، {\displaystyle {\frac {H}{\lambda }}\leq {\frac {1}{7}}\,} وعند تعدي هذا الحد فأن القمة سوف تنقاد نحو الأمام بسبب الرياح أسرع من انتشار الموجة نفسها.